# Bandegne Diop
Bandegne Diop (Dakar, 18 giugno 1979) è un'ex cestista senegalese.

## Carriera
Con il Senegal ha disputato i Campionati mondiali del 2002.